# Марек, Йожеф
Йожеф Марек (19 марта 1868, Вагсердахей, Австро-Венгрия — 7 сентября 1952, Будапешт) — венгерский учёный в области ветеринарии, член-корреспондент Венгерской АН.

## Биография
Родился Йожеф Марек 19 марта 1868 года в Вогсердахей. В 1888 году окончил среднюю школу, в том же году поступил в Высшую ветеринарную школу в Будапеште, а в 1892 году окончил её. В 1898 году окончил философский факультет Бернского университета (Швейцария). С 1892 года работал ассистентом Ференца Гутиры. В 1898 году занимает должность профессора частной патологии и терапии с диагностикой, затем — директора высшей ветеринарной школы в Будапеште.
Скончался Йожеф Марек 7 сентября 1952 года в Будапеште.

## Научные работы
Основные научные работы посвящены патологии инфекционных болезней животных и ветеринарной микробиологии.
- 1907 — Описал и назвал Болезнь Марека.
- Впервые описал ряд инфекционных болезней животных.
- Выяснил роль кальция, фосфора и витаминов в рационе животных разных видов.
- Изучал вирусные болезни животных с признаками септицемии и дегенерации мускулатуры.

## Избранные научные труды и литература
- 1911 — Учебник Клиническая диагностика болезней домашних животных.
- 1961-63 — Частная патология и терапия домашних животных (один из авторов).
- Совместно с О.Вельманем изучал патогенез рахита и остеомаляции.

## Членство в обществах
- Основатель и член венгерской ветеринарной школы.
- Почётный доктор ряда венгерских университетов.

## Награды и премии
- 1949 — Премия имени Кошута (ВНР).
- Премия «Наследие Венгрии»

## Список использованной литературы
- 1984 — Биологи. Биографический справочник